# Anna Heringa-Jongbloed
Anna Heringa-Jongbloed (Wormerveer, 23 september 1901 - Ravensbrück, 2 januari 1945) was actief in het verzet tijdens de Tweede Wereldoorlog.

## Biografie
Anna Heringa-Jongbloed (Ans) was het oudste kind en dochter van Herman Jongbloed (Zaandam 16-9-1874) en Jacomijntje Kleiman (Kralingen 2-3-1878). Na haar volgden nog Piet, Karel, Maria en Henk. Ze verhuisden enige malen. Haar vader was banketbakker en later handelsreiziger in banketbakkerspullen en kok, overleed in 1939. Haar gedreven moeder overleed op 18-7-1951. Het gezin was gereformeerd en betrokken bij het verzet.
Anna ging in Arnhem naar de lagere school, maar weer in Zaandam naar de MULO-B (uitzonderlijk in die tijd). Ze was sterk linkshandig (al had ze rechts leren schrijven), ze had wel 'twee linkerhanden'. Aanvankelijk ging ze werken bij Verkade (1917), maakte haar eigen kleren en haalde een diploma leerbewerking. Ondertussen volgde ze ook de Normaalschool (Kweekschool), waar ze haar akte met vlag en wimpel haalde. Ze kreeg al snel een baan als onderwijzeres in Amsterdam bij het Instituut Schreuder, een particuliere school. Daar (in het zelfde gebouw) leerde ze haar man Albert Karssen kennen, toen ze zich voorbereidde op een MO wiskunde. Albert had na de 3-jarige HBS staatsexamen HBS-B gedaan, was chemie gaan studeren en was 17-6-1923 in Amsterdam gepromoveerd. Albert was een veelzijdig man: klokkenmaker, glasblazer, fotograaf, filmer en een goed schaker. In 1926 krijgt hij een aanstelling als hoofdassistent en adj.-directeur bij het nieuwe Histologische Laboratorium van de Universiteit van Amsterdam, bij prof.dr.G.C.Heringa. Op 22 juli 1926 trouwden Anna en hij en ze kreeg met hem twee kinderen: Elly (10-10-1927) en Nolly (15-8-1929). Nadat Albert in 17 maart 1934 onverwacht overleed aan een longembolie na een longontsteking, begon Anna een pension in het toen net betrokken nieuwe bovenhuis aan de Euterpestraat 173. In 1938 hertrouwde ze (onder huwelijkse voorwaarden!) met de (niet-praktiserende) arts en hoogleraar Carel Heringa (Indië, 19-4-1890). Carel was drie jaar eerder gescheiden en had 2 zonen, Jan en Hidde (1920 en 1921); Carel was slecht ter been door kinderverlamming. Met hem kreeg ze nog een dochter, Anna-Hillegonda (15-3-1941) en een zoon, Albert Carel (18-9-1942).
Toen de Tweede Wereldoorlog uitbrak, werd Carel Heringa al snel actief in het [artsenverzet: Medisch Contact). Hij is enige malen opgepakt, meestal als gijzelaar: in 1942: 3 maanden in Kamp Amersfoort en 3 maanden later ca 6 maanden in Haaren (N-B); in 1943 werd hij verbannen naar Assen en tussendoor ook nog eens 14 dagen geïnterneerd in het 'Oranjehotel' (Scheveningen). Al die tijd bleef Anna Heringa alleen achter met haar kinderen en haar pension, waarin inmiddels ook enkele Joodse vrouwen waren ondergedoken. Zij hield iedere plaats in het pension voor hen open. Op 22 februari 1944 werd ze verraden en werden bij een huiszoeking twee Joodse vrouwen gevonden, waarna Anna Heringa-Jongbloed werd gearresteerd. Eén vrouw wist nog te ontsnappen, maar één is vermoedelijk gedeporteerd en omgekomen. Anna kwam in Kamp Vught terecht, haar kinderen werden elk over vrienden en familie verdeeld. De verbannen Carel Heringa werd niet bij de arrestatie betrokken. In Vught werd ze opgenomen in het Philips-commando. Ze werd al snel door andere vrouwen als een kampmoeder ervaren.
Op 5 september 1944 (Dolle Dinsdag) werd kamp Vught ontruimd en werd ze, samen met overige vrouwen, naar het Duitse concentratiekamp Ravensbrück gestuurd. Hier stierf zij op 2 januari 1945 aan tyfus. Haar man en vier kinderen overleefden de oorlog. In Nationaal Monument Kamp Vught zijn enige, uit Ravensbrück teruggekomen persoonlijke bezittingen van Anna, in het Archief opgeslagen.
In Heerhugowaard is in de jaren 90 een wijk gebouwd waarin, op initiatief van het Comité Vrouwen van Ravensbrück, rond een monument een aantal straten zijn vernoemd naar verzetsvrouwen uit Ravensbrück, waaronder ook de Anna Heringa-Jongbloedtuin.